# 1962 en combiné nordique
| Années du combiné nordique : 1959 - 1960 - 1961 - 1962 - 1963 - 1964 - 1965    |
| Décennies du combiné nordique : 1930 - 1940 - 1950 - 1960 - 1970 - 1980 - 1990 |

Cette page reprend les résultats de combiné nordique de l'année 1962.

## Festival de ski d'Holmenkollen
L'épreuve de combiné de l'édition 1962 du festival de ski d'Holmenkollen fut remportée par le Norvégien Ole Henrik Fagerås
devant son compatriote Tormod Knutsen suivi par le Suédois Lars Dahlqvist.

## Jeux du ski de Lahti
L'épreuve de combiné des Jeux du ski de Lahti 1962 donna lieu à un podium entièrement norvégien : Ole Henrik Fagerås gagne la course devant ses compatriotes Arne Larsen et Tormod Knutsen.

## Jeux du ski de Suède
Podium entièrement norvégien lors de l'épreuve de combiné des Jeux du ski de Suède 1962 : elle fut remportée par le coureur norvégien Arne Larsen devant ses compatriotes Tormod Knutsen et Ole Henrik Fagerås.

## Championnat du monde
Le championnat du monde eut lieu à Zakopane, en Pologne.
L'épreuve de combiné fut remportée par le Norvégien Arne Larsen devant le Soviétique Dmitri Kotchkine suivi par le Norvégien Ole Henrik Fagerås.

## Universiade
La deuxième Universiade d'hiver s'est déroulée à Villars-sur-Ollon, en Suisse.
L'épreuve de combiné fut remportée par le Soviétique Vjatscheslav Drjagin devant son compatriote Albert Larionov, qui était déjà sur la deuxième marche du podium lors de l'édition précédente. Le Japonais Yōsuke Etō complète le podium.

## Championnats nationaux

### Championnats d'Allemagne
En Allemagne de l'Ouest, l'épreuve du championnat d'Allemagne de combiné nordique 1962 fut remportée, comme les quatre années précédentes, par Georg Thoma.
À l'Est, l'épreuve du championnat d'Allemagne de combiné nordique 1962 fut remportée par Rainer Dietel devant Günter et Jürgen Meinel, tous trois membres du SC Dynamo Klingenthal (de).

### Championnat d'Estonie
Le Championnat d'Estonie 1962 s'est déroulé à Otepää. Il fut remporté, comme l'année précédente, par Uno Kajak devant Boriss Stõrankevitš. Seul le troisième de l'épreuve diffère : il s'agit de Raimond Mürk, qui remporta le Championnat en 1956 et 1959.

### Championnat des États-Unis
Le championnat des États-Unis 1962 fut annulé.

### Championnat de Finlande
Les résultats du championnat de Finlande 1962 sont incomplets : Pertti Tiitta (fi) remporta l'épreuve tandis que Pekka Ristola se classait troisième.

### Championnat de France
Les résultats du championnat de France 1962 manquent.

### Championnat d'Islande
Le championnat d'Islande 1962 fut remporté, comme les quatre éditions précédentes, par Sveinn Sveinsson.

### Championnat d'Italie
Le championnat d'Italie 1962 fut remporté par Enzo Perin, qui retrouvait là sa quadruple couronne perdue l'année précédente. Il s'impose devant Mario Bacher et le vice-champion sortant, Renato Steffe.

### Championnat de Norvège
Le vainqueur du championnat de Norvège 1962 fut Arne Larsen, qui remporta l'épreuve devant Ole Henrik Fagerås suivi par Tormod Knutsen.

### Championnat de Pologne
Le championnat de Pologne 1962 fut remporté par Józef Gąsienica (pl), du club SNPTT Zakopane.

### Championnat de Suède
Le championnat de Suède 1962 a distingué Lars Dahlqvist, du club Njurunda IK. Le club champion fut le club du champion : le Njurunda IK.

### Championnat de Suisse
Le Championnat de Suisse 1962 se déroula à Château-d’Œx.
Le champion 1962 fut Alois Kälin, devant Alfred Holzer, vice-champion, et Kurt Schaad.